# 再問一次
再問一次是歌手任賢齊的首張流行音樂專輯，於1990年12月1日正式發行。

## 曲目
1. 再問一次
2. 別再回頭
3. 走一段想你的路
4. 就讓一切自由
5. 捉住生命的節奏
6. 你的心我知道
7. 我想預約所有的愛
8. 奔向午後
9. 年輕的心